# Departamento San Justo (Santa Fe)
Das Departamento San Justo liegt im Zentrum der Provinz Santa Fe im Zentrum Argentiniens und ist eine von 19 Verwaltungseinheiten der Provinz. 
Es grenzt im Norden an das Departamento Vera, im Osten an die Departamentos San Javier und Garay, im Süden an das La Capital und im Westen an die Departamentos Las Colonias und  San Cristóbal. 
Die Hauptstadt des Departamento San Justo ist das gleichnamige San Justo.

## Städte und Gemeinden
Das Departamento San Justo ist in folgende Gemeinden aufgeteilt:
- Angeloni
- Cayastacito
- Colonia Dolores
- Esther
- Gobernador Crespo
- La Camila
- La Criolla
- La Penca y Caraguatá
- Marcelino Escalada
- Naré
- Pedro Gómez Cello
- Ramayón
- San Bernardo
- San Justo
- San Martín Norte
- Silva
- Vera y Pintado
- Videla